# Horst Eisenlohr
Horst Heinrich Eisenlohr (* 12. Oktober 1926 in Altdorf) ist ein deutscher Physiker. Er war Dozent an der ABC-Abwehrschule in Sonthofen und Sektionsleiter der Internationalen Atomenergie-Organisation in Wien.

## Leben
Horst Eisenlohr wurde als Sohn eines Arztes und dessen Frau geboren. Er besuchte die Oberrealschulen in Pforzheim und Lahr. Eisenlohr wurde 1944/45 zur Wehrmacht eingezogen, wo er Funker der Luftnachrichtentruppe (ROB) und Funksonderkompanie Ketschendorf war.
Nach dem Zweiten Weltkrieg absolvierte er ein Physikstudium an der Technischen Hochschule Karlsruhe und der Universität Freiburg im Breisgau (Diplom-Physiker). 1952 wurde er an der Naturwissenschaftlich-mathematischen Fakultät in Freiburg mit der Dissertation Anomale Röntgenstreustrahlung schwerer Atome <insbesondere von Tellur> nach der wellenmechanischen Dispersionstheorie zum Dr. rer. nat. promoviert. 1951/52 war er Universitätsassistent, 1953 ging er als Entwicklungsingenieur zu Siemens & Halske nach Karlsruhe.
Im Jahre 1957 kam er als Zivilist zur Bundeswehr und unterrichtete fortan Atom- und Strahlenphysik an der ABC-Abwehrschule in Sonthofen. Von 1957 bis 1962 war er Leiter der Gruppe Physik ebendort. 1963 wurde er beurlaubt und wechselte nach Wien zur Internationalen Atomenergie-Organisation (IAEO), einer Sonderorganisation der Vereinten Nationen. 1965 wurde er Oberregierungsrat und 1969 Regierungsdirektor, später Ministerialrat. Von 1971 bis 1987 war er Leiter der dortigen Dosimetrie-Sektion und von 1976 bis 1987 Co-Sekretär des Netzwerks der Sekundärstandard-Dosimetrie-Laboratorien der IAEO und der WHO (SSDL Network).
Eisenlohr ist Autor mehrerer Beiträge in deutsch- und englischsprachigen wissenschaftlichen Fachpublikationen (u. a. Annals of the New York Academy of Sciences, Fortschritte auf dem Gebiet der Röntgenstrahlen und der Nuklearmedizin, Health Physics, Zeitschrift für Physik, Medical Physics, Physics in Medicine and Biology, Strahlentherapie, International Journal of Applied Radiation and Isotopes).
Er wurde u. a. Mitglied des Lions Club Wien Europa (1959; Präsident 1987/88) sowie beratender Mitarbeiter des Fachnormenausschusses Radiologie im Deutschen Normenausschuss. Im Jahre 2006 war er Melvin Jones Fellow, der höchsten Mitgliederauszeichnung von Lions Club International.
Eisenlohr ist ein passionierter Funkamateur (DL9OL). Folgende Angaben sind, wenn nicht anders ausgewiesen, eigene: Bereits 1943 wurde er Mitglied des Deutschen Amateur Sende- und Empfangsdienstes, 1945 dann des Württemberg-Badischen Radio Clubs. Von 1958 bis 1961 war er Vorsitzender des Ortsverbandes Sonthofen-Oberallgäu (T12) des Deutschen Amateur-Radio-Clubs, deren Mitglied er 1952 wurde. 1982 war er Gründungspräsident des Vienna International Amateur Radio Clubs. 1989 wurde er Mitglied der Heard Island DX Association. 1994 wurde er in die DXCC Honor Roll der  American Radio Relay League aufgenommen. Er erwarb Sendelizenzen in Freiburg/Deutschland (1951) und Österreich (1968) und erhielt mehrere Amateurfunkdiplome.

## Schriften (Auswahl)
- (Mitarb.): Eberhard Krauss: Atomschutzfibel. Walhalla und Praetoria Verlag, Regensburg u. a. 1959 (2. Auflage 1964).
- ABC-Schutz-Fibel III. Verlag WEU/Offene Worte, Bonn 1961.
- (Mithrsg.): Engineering Compendium on Radiation Shielding. 3 Bände, Springer, Berlin u. a. 1968 ff.

- Band 1: Shielding fundamentals and methods. 1968.
- Band 2: Shielding materials. 1975, ISBN 3-540-05075-2.
- Band 3: Shield design and engineering. 1970, ISBN 3-540-05076-0.